# ويليام جورج ميلز
ويليام جورج ميلز (بالإنجليزية: William George James Mills)‏ هو فلاح وسياسي بريطاني وأسترالي (وحمل سابقاً جنسية المملكة المتحدة لبريطانيا العظمى وأيرلندا)، ولد في 7 سبتمبر 1859 بجنوب أستراليا في أستراليا، وتوفي في 1933 في نفس البلد. حزبياً، نشط في Country Party (South Australia) ‏ ( – 9 يونيو 1932) وتحالف الليبرالية والريفي (9 يونيو 1932 – ). وقد انتخب عضو مجلس جنوب أستراليا التشريعي عن دائرة Northern District (South Australian Legislative Council) ‏ وقد انضم خلال فترته النيابية (6 أبريل 1918 – 8 مارس 1933)  للكتلة البرلمانية Country Party (South Australia) ‏.